# Sachsenheim-Ring
Der Sachsenheim-Ring war eine Hunderennbahn auf dem Gebiet der baden-württembergischen Stadt Sachsenheim. Die Bahn eröffnete in den 1970er Jahren und wurde 2016 geschlossen um dem wachsenden Gewerbepark Eichwald zu weichen.

## Bahn
Die Anlage ist eine Rennbahn mit einer Oberfläche aus Sand, mit der Bewässerungsanlage wird für optimales Geläuf gesorgt. Angeordnet ist die Bahn als Endlos-Oval und bietet Rennstrecken von 280 m, 360 m und 480 m. Der Kurvenradius beträgt 42 m.

## Geschichte
Der Windhund-Rennsportverein Solitude, kurz WRSV Solitude, wurde 1961 gegründet. Zuerst auf provisorischen Plätzen sowie bei anderen Plätzen zu Gast kamen sie Mitte der 1970er Jahre in den Besitz des Geländes neben der US-Raketenabschussbasis in Sachsenheim. Das Gelände im Besitz der Amerikaner diente als Schrottplatz und war ein ehemaliger Segelflugplatz. Auch mit Hilfe von US-Pioniergerät wurde das Gelände für den Bau der Rennbahn vorbereitet und nach und nach ausgebaut. 1979 wurde das deutsche Bundessiegerrennen auf der Anlage durchgeführt. Waren anfangs lediglich die Kurven mit Sandstreifen ausgelegt, so wurde die Anlage bis 1994 komplett zur Sandbahn ausgebaut. 2007 wurde die FCI-Weltmeisterschaft hier ausgetragen. Das Ende kommt mit der Süderweiterung des nördlich der Windhunderennbahn bereits errichteten Gewerbeparks Eichwald. Das letzte Rennen fand am 10. April 2016 auf der Anlage statt. Kurze Zeit später wurde die Anlage abgetragen und die Vorarbeiten zur Süderweiterung, u. a. mit einem zentralen Warendienstleistungszentrum von Breuninger, begannen.